# Anton Webern
Anton Friedrich Wilhelm von Webern (von u imenu odbacio 1918.; Beč, 3. prosinca 1883. – Mittersill, 15. rujna 1945.) je bio austrijski skladatelj. Jedan je od najznačajnijih predstavnika bečke atonalne škole i ekspresionizma u glazbi. U vrijeme nacizma njegova djela bila su zabranjena, a pedesetih godina XX. stoljeća postao je uzor generaciji skladatelja koji su u njegovoj glazbi nalazili ideje za punktualizam i elektronsku glazbu. Webern je bio jedan od najpoznatijih učenika Arnolda Schönberga.
Tijekom savezničke okupacije Austrije u Drugom svjetskom ratu, časnik Raymond Norwood Bell je, uhitivši Webernova zeta zbog ilegalnih aktivnosti, slučajno pucao u njega i ubio Antona Weberna 15. rujna 1945. Taj isti časnik je kasnije pao u veliku depresiju i preminuo 1955. od posljedica alkoholizma. 